# Lotus (album)
A Lotus Christina Aguilera amerikai énekesnő hetedik stúdióalbuma, mely 2012. november 9-én jelent meg az RCA Records gondozásában. A Bionic (2010) gyenge sikerei után az új albumot olyan események inspirálták, mint a The Voice-ban való zsűrizés és válása, amit ő újjászületésként fogott fel. A dalokat otthoni stúdiójában vette fel olyan közreműködőkkel, mint Alex da Kid, Max Martin, Lucas Secon, Mike Del Rio, Jami Hartman, Aeon Manahan, Chris Braide, Supa Dups és Jason Gilbert. Az albumon két duett hallható, Cee Lo Green (Make the World Move) és Blake Shelton hangjával.
Habár az album alapvetően a pop műfajra épül, megjelenik benne a dance-pop (Your Body és Make the World Move), hallhatóak zongorával kísért balladák (Sing for Me és Blank Page) és rock elemekre épülő számok (Army of Me" és Cease Fire) is. Előbbit az énekesnő Fighter 2.0-nak nevezte. Az első kislemez, a Your Body 2012. szeptember 17-én jelent meg. 34. lett a Billboard Hot 100-on, valamint rengeteg országban top 40-es slágerré vált.

## Háttér
Miután az énekesnő hatodik albuma, a Bionic gyengén teljesített az eladási listákon, Aguilera elvált Jordan Bratman-től, kiadta első filmjét, a Dívát, annak filmzenéjét, valamint zsűritag lett a The Voice-ban. 2011-ben megjelent Adam Levine-l (Maroon 5) készült duettje, a Moves Like Jagger, mely négy hetet töltött a Hot 100 élén, és mintegy 5 millió példányt adtak el belőle. Ezután Christina bejelentette, egy személyes hangvételű albumot szeretne, ahol „a minőség fontosabb a mennyiségnél.” Így nyilatkozott: „Az album mindannak a tetőpontja lesz, amit ezidáig tapasztaltam… sok mindenen mentem keresztül a legutóbbi lemezem kiadása óta, szerepeltem (a Voice-ban), elváltam. […] Ez szabad újjászületés számomra.” „Sok különböző témát ölelek át, de mind jó érzés.” – mondta az albumról, hozzátéve, a dalok „szuper-kifejezőek” és vidámak, érzékenyebb pillanatokkal. „Ez a lemez az önkifejezésről és a szabadságról szól." – tette hozzá az énekesnő: "Sok mindenen mentem keresztül az elmúlt pár évben, ez a munka egy újjászületést jelképez számomra. A szabadságról szól, a gyökerekhez való visszatéréshez, arról, hogy ki vagyok és mit szeretek csinálni.” A The Tonight Show with Jay Leno című műsorban így nyilatkozott: „Jön, nagyon, nagyon izgatott vagyok. […] Ez minőség, nem mennyiség. Nem szeretem csak úgy megkapni a producerektől a dalokat. Att szeretem, ha személyes térből érkeznek […] Nagyon izgatott vagyok. Vidám, izgalmas, önelemző, nagyszerű lesz.”
Aguilera szeptember 12-én fedte fel albuma címét Twitter-en. Hozzátette: „Az album címe, a Lotus egy töretlen virágot jelképez amely a legkeményebb körülményeket is túléli és tovább virágzik.” Azt is elárulta, hogy az RCA Records 2012. november 13-án adja ki a lemezt, viszont a lemez már 5-én kiszivárgott. Október 5-én mutatta be a borítóképet. Egy interjú során így vélekedett: „Valamennyi oldalamat be akartam mutatni, nőként, alkotóként és előadóként. Része az anyaság. Része a szexualitás. Része a sebezhetőség. Része a sebezhetőség és a félelem. Ezek a darabok tesznek azzá, aki vagyok.”
Az albumborítót Enrique Badulescu készítette. Az énekesnő egy lótuszvirágból emelkedik ki a képen. Jocelyn Vena szerint: A fotó tökéletesen harmonizál a Your Body borítójával, ahol az énekesnő meztelen, és egy rózsaszín ruhadarab fedi le. Byron Flitsch-t is lenyűgözte a kép, szerinte a lemez dalai ehhez hasonlóan fantasztikusak.

## Inspirációk

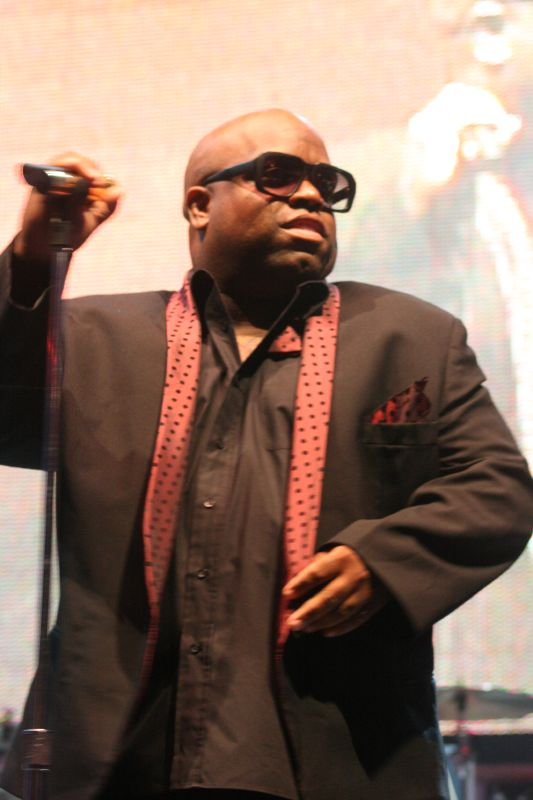
Cee Lo Green az album Make the World Move című felvételén működött közre.

Az album stílusaira vonatkozóan így nyilatkozott: „Tartalmilag nem egy hangzást/műfajt céloztam meg”, majd hozzátette: „egy Lotus intro alapozza a teljes hangzást.” Alex da Kid – aki már dolgozott az énekesnővel a 2010-ben megjelent Castle Walls-on – és Pillay több dalon működtek közre, nem egyet Christina otthoni stúdiójában vettek fel.
Az énekesnő sok műfajt kipróbált: dance-pop dalokat (Your Body és Make the World Move), zongorával kísért balladákat (Sing for Me és Blank Page), rock hatású számokat (Army of Me és Cease Fire). Christina olyan producerekkel dolgozott, akikkel korábban nem, mint Alex da Kid, Sia Furler és Max Martin. Aguilera szerint az Army of Me egy bizonyos Fighter 2.0-ként azonosítható. Az énekesnő két duettet rögzített, egyiket Voice-beli zsűritársával, Cee Lo Green-nel (Make the World Move), míg másik partnere Blake Shelton a Just a Fool című számban működött közre.

## Kereskedelmi fogadtatás
Az Egyesült Államokban a Lotus a Billboard 200-on hetedik helyen debütált 73 408 eladott példánnyal. Ez alulmúlta a Bionic eladásait, mely harmadik helyen nyitott 110 000 eladással, így a Lotus lett Aguilera leggyengébben teljesítő angol nyelvű albuma. A második héten 52 558 lemez után 17. lett. A brit albumlistán 28. helyen debütált 9422 kézbesítés után, ami szintén negatív rekord az énekesnő számára. Ausztráliában sem örvendett nagy sikernek, 19. lett a helyi eladási listán. 2013 januárjára 182 000 felé ért a rendelt albumok száma az USA-ban.

## Promóció

### Kislemezek
A Your Body 2012. szeptember 17-én jelent meg az album első kislemezeként. Szeptember 12-én tette közzé az énekesnő a dal címét és borítóját. A szám az On Air with Ryan Seacrest című rádiós műsorban debütált, majd három nappal később vált megvásárolhatóvá. A dalt 18-án kezdték el játszani a rádiók.
A Just a Fool (közreműködik Blake Shelton) december 4-én jelent meg az album második kislemezeként.

### Élő előadások
Aguilera a Your Body-t először 2012. november 2-án adta elő a Late Night with Jimmy Fallon című műsorban. 13-án Cee Lo Green-nel közös duettjét, a Make the World Move-ot énekelte el a The Voice-ban. A november 18-án megrendezett American Music Awards-on a Lotus Intro-t, Army of Me-t és a Let There Be Love-ot adta elő Aguilera a Just a Fool-t november 19-én a The Voice-on, majd december 7-én a The Ellen DeGeneres Show-ban énekelte el. A Let There Be Love-ot november 20-án vitte színpadra a The Voice-ban Sylvia Yacoub és Dez Duron mellett.

## Az album dalai
| 1.    | Lotus Intro                                     | Christina Aguilera, Dwayne Abernathy, Candice Pillay, Alexander Grant                   | Alex da Kid, Dem Jointz       | 3:18 |
| 2.    | Army of Me                                      | Aguilera, Jamie Hartman, David Glass, Phil Bentley                                      | Tracklacers, Hartman          | 3:27 |
| 3.    | Red Hot Kinda Love                              | Aguilera, Lucas Secon, Olivia Waithe                                                    | Secon                         | 3:06 |
| 4.    | Make the World Move (közreműködik Cee Lo Green) | Grant, Mike Del Rio, Pillay, Jayson DeZuzio, Abernathy, Armando Trovajoli               | Alex da Kid, Del Rio, DeZuzio | 3:00 |
| 5.    | Your Body                                       | Max Martin, Shellback, Savan Kotecha, Tiffany Amber                                     | Martin, Shellback             | 4:00 |
| 6.    | Let There Be Love                               | Martin, Shellback, Kotecha, Bonnie McKee, Oliver Goldstein, Oscar Holter, Jakke Erixson | Martin, Shellback             | 3:22 |
| 7.    | Sing for Me                                     | Aguilera, Aeon "Step" Manahan, Ginny Blackmore                                          | Manahan                       | 4:01 |
| 8.    | Blank Page                                      | Aguilera, Chris Braide, Sia Furler                                                      | Braide                        | 4:05 |
| 9.    | Cease Fire                                      | Aguilera, Grant, Pillay                                                                 | Alex da Kid                   | 4:08 |
| 10.   | Around the World                                | Aguilera, Dwayne Chin-Quee, Jason Gilbert, Ali Tamposi                                  | Supa Dups, Gilbert            | 3:25 |
| 11.   | Circles                                         | Aguilera, Grant, Pillay, Abernathy                                                      | Alex da Kid                   | 3:26 |
| 12.   | Best of Me                                      | Aguilera, Grant, Pillay, DeZuzio                                                        | Alex da Kid, DeZuzio          | 4:08 |
| 13.   | Just a Fool (közreműködik Blake Shelton)        | Steve Robson, Claude Kelly, Wayne Hector                                                | Robson                        | 4:14 |
| 47:30 |                                                 |                                                                                         |                               |      |

| Deluxe bónusz dalok | Deluxe bónusz dalok             | Deluxe bónusz dalok                                       | Deluxe bónusz dalok                        | Deluxe bónusz dalok | Deluxe bónusz dalok | Deluxe bónusz dalok | Deluxe bónusz dalok | Deluxe bónusz dalok | Deluxe bónusz dalok |
|                     | Cím                             | Szerző(k)                                                 | Producer(ek)                               | Hossz               |                     |                     |                     |                     |                     |
| ------------------- | ------------------------------- | --------------------------------------------------------- | ------------------------------------------ | ------------------- | ------------------- | ------------------- | ------------------- | ------------------- | ------------------- |
| 14.                 | Light Up the Sky                | Aguilera, Grant, Pillay                                   | Alex da Kid                                | 3:31                |                     |                     |                     |                     |                     |
| 15.                 | Empty Words                     | Aguilera, Busbee, Nikki Flores, Tamposi                   | Busbee                                     | 3:47                |                     |                     |                     |                     |                     |
| 16.                 | Shut Up                         | Aguilera, Grant, Pillay, Del Rio, Abernathy, Nate Campany | Alex da Kid                                | 2:53                |                     |                     |                     |                     |                     |
| 17.                 | Your Body (Martin Garrix Remix) | Martin, Shellback, Kotecha, Amber                         | Martin, Shellback (remix by Martin Garrix) | 5:12                |                     |                     |                     |                     |                     |
| 62:51               |                                 |                                                           |                                            |                     |                     |                     |                     |                     |                     |

| Japán iTunes Store bónusz dal | Japán iTunes Store bónusz dal | Japán iTunes Store bónusz dal     | Japán iTunes Store bónusz dal | Japán iTunes Store bónusz dal | Japán iTunes Store bónusz dal | Japán iTunes Store bónusz dal | Japán iTunes Store bónusz dal | Japán iTunes Store bónusz dal | Japán iTunes Store bónusz dal |
|                               | Cím                           | Szerző(k)                         | Producer(ek)                  | Hossz                         |                               |                               |                               |                               |                               |
| ----------------------------- | ----------------------------- | --------------------------------- | ----------------------------- | ----------------------------- | ----------------------------- | ----------------------------- | ----------------------------- | ----------------------------- | ----------------------------- |
| 18.                           | Your Body (Ken Loi Remix)     | Martin, Shellback, Kotecha, Amber | Martin, Shellback             | 5:24                          |                               |                               |                               |                               |                               |
| 68:25                         |                               |                                   |                               |                               |                               |                               |                               |                               |                               |

## Albumlistás helyezések
| Albumlista (2012)           | Legjobb helyezés |
| --------------------------- | ---------------- |
| Argentin albumlista         | 4                |
| Ausztrál albumlista         | 19               |
| Osztrák albumlista          | 13               |
| Belga albumlista (Flandria) | 26               |
| Belga albumlista (Vallónia) | 42               |
| Kanadai albumlista          | 7                |
| Cseh albumlista             | 16               |
| Dán albumlista              | 23               |
| Holland albumlista          | 12               |
| Francia albumlista          | 50               |
| Német albumlista            | 13               |
| Görög albumlista            | 14               |
| Magyar albumlista           | 17               |
| Ír albumlista               | 29               |
| Olasz albumlista            | 12               |
| Japán albumlista            | 29               |
| Mexikói albumlista          | 19               |
| Új-zélandi albumlista       | 29               |
| Norvég albumlista           | 25               |
| Portugál albumlista         | 23               |
| Orosz albumlista            | 6                |
| Skót albumlista             | 33               |
| Dél-koreai albumlista       | 20               |
| Spanyol albumlista          | 13               |
| Svéd albumlista             | 39               |
| Svájci albumlista           | 10               |
| Tajvani albumlista          | 14               |
| Brit albumlista             | 28               |
| US Billboard 200            | 7                |

## Megjelenések
| Ország             | Dátum              | Formátum               | Kiadás           | Kiadó        |
| ------------------ | ------------------ | ---------------------- | ---------------- | ------------ |
| Ausztria           | 2012. november 9.  | CD, digitális letöltés | Standard, deluxe | Sony Music   |
| Németország        | 2012. november 9.  | CD, digitális letöltés | Standard, deluxe | Sony Music   |
| Svájc              | 2012. november 9.  | CD, digitális letöltés | Standard, deluxe | Sony Music   |
| Egyesült Királyság | 2012. november 12. | CD, digitális letöltés | Deluxe           | RCA Records  |
| Brazília           | 2012. november 13. | CD, digitális letöltés | Standard, deluxe | Sony Music   |
| Egyesült Államok   | 2012. november 13. | CD, digitális letöltés | Standard, deluxe | RCA Records  |
| Egyesült Királyság | 2012. november 13. | CD, digitális letöltés | Standard         | RCA Records  |
| Svédország         | 2012. november 14. | CD, digitális letöltés | Deluxe           | Sony Music   |
| Mexikó             | 2012. november 15. | CD, digitális letöltés | Deluxe           | Sony Music   |
| Ausztrália         | 2012. november 16. | CD, digitális letöltés | Deluxe           | Sony Music   |
| Új-Zéland          | 2012. november 16. | CD, digitális letöltés | Deluxe           | Sony Music   |
| Japán              | 2012. november 21. | CD, digitális letöltés | Standard         | Ariola Japan |